# Пасторе, Серджо
Серджо Пасторе (1932—1987) — итальянский кинорежиссёр и сценарист.

## Карьера в кино
Одним из самых известных фильмов Пасторе явился джалло Преступления чёрного кота 1972 года (фильм также известен под названием Семь шалей из жёлтого шёлка), в котором, за счёт главного героя, достаточно сильно просматривались заимствования из другого джалло-фильма Кошка о девяти хвостах режиссёра Дарио Ардженто (в обоих фильмах по следу преступника идёт слепой человек). В 80-х годах Пасторе занимается съёмками триллеров и телевизионных драм среднего уровня. В 1987 году режиссёр вместе со своей супругой Джованной Ленци снимает свой последний фильм — низкобюджетный джалло Преступления, в котором Пасторе попытался создать антураж джалло-фильмов начала 70-х годов.

## Фильмография
| Год  | Русское название          | Оригинальное название фильма | Кто                 |
| ---- | ------------------------- | ---------------------------- | ------------------- |
| 1987 | Преступления              | Delitti                      | Режиссёр, сценарист |
| 1972 | Преступления чёрного кота | Sette scialli di seta gialla | Режиссёр, сценарист |